# Batalla de Hama
La batalla de Hama, a veces llamada batalla de Hamat, tuvo lugar entre los babilonios y los restos fugitivos del ejército egipcio derrotado en Karkemish en el año 605 a. C. Se libró cerca de la antigua ciudad de Hama en el río Orontes.
En esta batalla, Nabucodonosor II destrozó aún más a los restos del ejército egipcio de Necao II, al que había derrotado previamente en la batalla de Karkemish. La batalla se menciona en las Crónicas mesopotámicas, que ahora se encuentran en el Museo Británico. En las Crónicas se afirma que Nabucodonosor II mató a casi todos los combatientes egipcios, tan exhaustos que ninguno de ellos regresó a su propio país. Las Crónicas no mencionan a Necao y la Biblia solo menciona el «ejército de Necao», y es posible que Necao no estuviera presente y que el ejército egipcio fuera solo un ejército de guarnición. Necao estaba lidiando con varias rebeliones en el delta.